# Годовицько-Басівська сільська рада
Годовицько-Басівська сільська рада — орган місцевого самоврядування у Пустомитівському районі Львівської області з адміністративним центром у с. Годовиця.

## Загальні відомості
Історична дата утворення: в 1991 році. Водоймища на території, підпорядкованій даній раді: річка Щирка.

## Населені пункти
Сільраді підпорядковані населені пункти:
- с. Годовиця
- с. Басівка

## Склад ради
- Сільський голова: Хмиз Василь Тадейович, 1963 року народження, освіта вища, безпартійний
- Секретар сільської ради: Гавдан Ярина Романівна
- Загальний склад ради: 14

### Керівний склад ради
| ПІБ                    | Основні відомості                                                 | Дата обрання | Дата звільнення |
| ---------------------- | ----------------------------------------------------------------- | ------------ | --------------- |
| Хахула Олег Богданович | Сільський голова, 1965 року народження, освіта, безпартійний      | 26.03.2006   | 31.10.2010      |
| Хахула Олег Богданович | Сільський голова, 1965 року народження, освіта вища, безпартійний | 31.10.2010   | 26.10.2015      |
| Хмиз Василь Тадейович  | Сільський голова, 1963 року народження, освіта вища, безпартійний | 26.10.2015   |                 |

Примітка: таблиця складена за даними джерела

### Депутати
Результати місцевих виборів 2015 року за даними ЦВК:
| № зп | № округу | Прізвище, ім'я, по батькові      | Дата визнання обраним | Відомості про обраного депутата                                                              |
| ---- | -------- | -------------------------------- | --------------------- | -------------------------------------------------------------------------------------------- |
| 1    | 1        | Кругляков Анатолій Володимирович | 26.10.2015            | Освіта вища, безпартійний, тимчасово не працює                                               |
| 2    | 2        | Федчук Роман Григорович          | 26.10.2015            | Освіта професійно-технічна, безпартійний, ПАТ"Львів енерго" СО "Львівенергоавтотранс", водій |
| 3    | 3        | Гудак Андрій Антонович           | 26.10.2015            | Освіта професійно-технічна, безпартійний, Наукова бібліотека, дезинфікатор                   |
| 4    | 4        | Білиця Андрій Михайлович         | 26.10.2015            | Освіта загальна середня, безпартійний, тимчасово не працює                                   |
| 5    | 5        | Гайдучок Василь Миколайович      | 26.10.2015            | Освіта вища, безпартійний, приватний підприємець                                             |
| 6    | 6        | Малинчак Роман Іванович          | 26.10.2015            | Освіта вища, безпартійний, ТзОВ "Транс-сервіс-1", вулканізатор                               |
| 7    | 7        | Микитюк Наталія Михайлівна       | 26.10.2015            | Освіта вища, безпартійна, ДТГО "Львівська залізниця", бухгалтер                              |
| 8    | 8        | Цап Олена Володимирівна          | 26.10.2015            | Освіта професійно-технічна, безпартійна, ТзОВ "Галка-чай", догляд за дитиною                 |
| 9    | 9        | Гавдан Ярина Романівна           | 26.10.2015            | Освіта вища, безпартійна, Годовицько-Басівська сільська рада, секретар                       |
| 10   | 10       | Качмар Ірина Іванівна            | 26.10.2015            | Освіта вища, безпартійна, тимчасово не працює                                                |
| 11   | 11       | Садніцька Тетяна Романівна       | 26.10.2015            | Освіта вища, безпартійна, Львівська комерційна академія, старший викладач                    |
| 12   | 12       | Гимза Андрій Богданович          | 26.10.2015            | Освіта професійно-технічна, безпартійний, ТЕЗ, газоелектрозварник                            |
| 13   | 13       | Пушкар Вікторія Вікторівна       | 16.11.2015            | освіта професійно-технічна, безпартійна, тимчасово не працює                                 |
| 14   | 14       | Дмитришин Олег Миколайович       | 26.10.2015            | Освіта вища, безпартійний, ГК "Гранд-Резорт", інженер                                        |